# 7229 Tonimoore
7229 Tonimoore (1985 RV) là một tiểu hành tinh vành đai chính được phát hiện ngày 12 tháng 9 năm 1985 bởi Spacewatch ở Kitt Peak.